# Buizerdwouw
De buizerdwouw (Hamirostra melanosternon) is een roofvogel uit de familie van de havikachtigen (Accipitridae) en het monotypische geslacht Hamirostra. Het is een schaarse voorkomende, endemische vogelsoort van Australië.

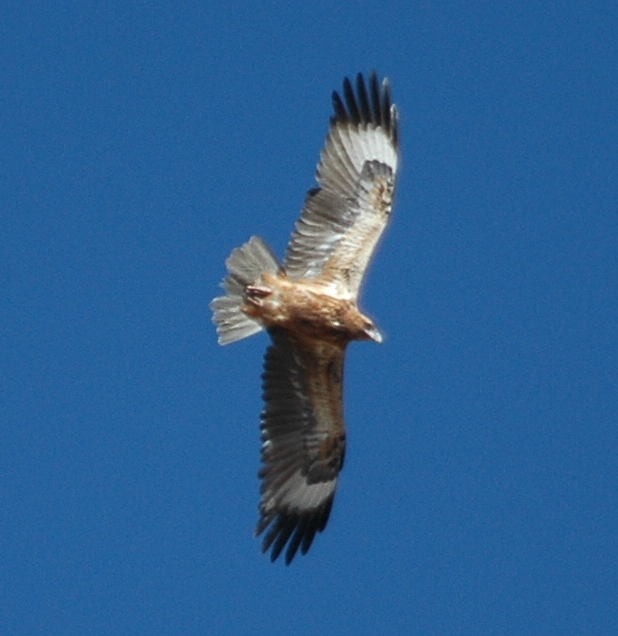
Vliegbeeld van een buizerdwouw.

## Kenmerken
De buizerdwouw lijkt op de kortstaartwouw. Gemiddeld is de vogel iets groter (53 tot 61 cm, spanwijdte 150 cm) dan de kortstaartwouw. De staart is korter en afgerond. De tekening op de ondervleugel is opvallend met twee licht polsvlekken.

## Verspreiding en leefgebied
De buizerdwouw heeft een groot verspreidingsgebied binnen Australië, maar mijdt de kustgebieden. Het leefgebied bestaat uit voornamelijk open gebied, spaarzaam bebost of laag scrubland. Het is een betrekkelijk schaarse vogel die nog het meest gezien wordt in Queensland.

## Status
De buizerdwouw heeft een enorm groot verspreidingsgebied en daardoor is de status kwetsbaar (voor uitsterven) niet waarschijnlijk. De grootte van de populatie wordt geschat op 670 tot 6700 volwassen vogels en dit aantal neemt af, maar in laag tempo (minder dan 30% in tien jaar). Om deze redenen staat de buizerdwouw als niet bedreigd op de Rode Lijst.

Buizerdwouw die met een steen een ei van een emoe breekt
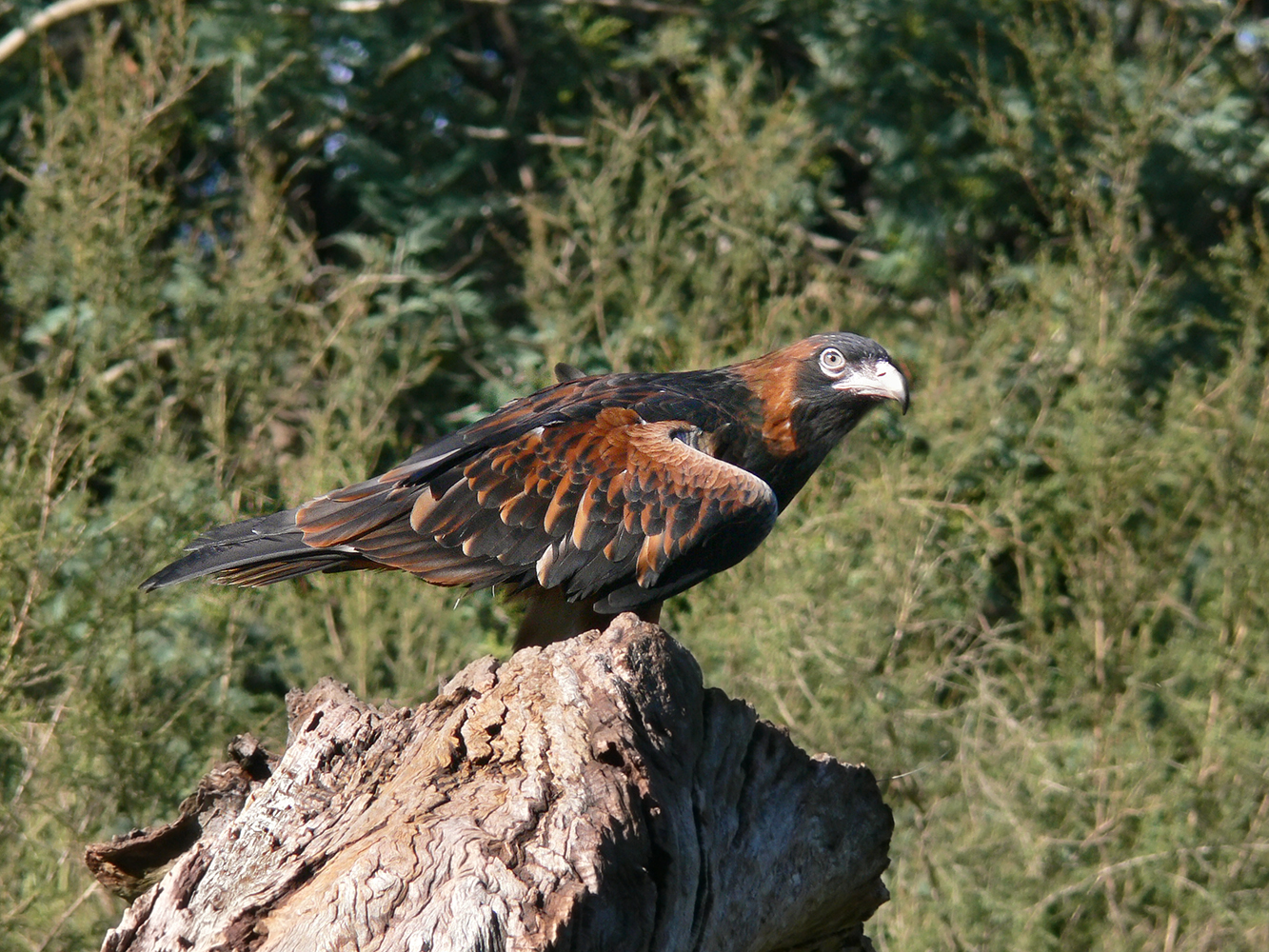
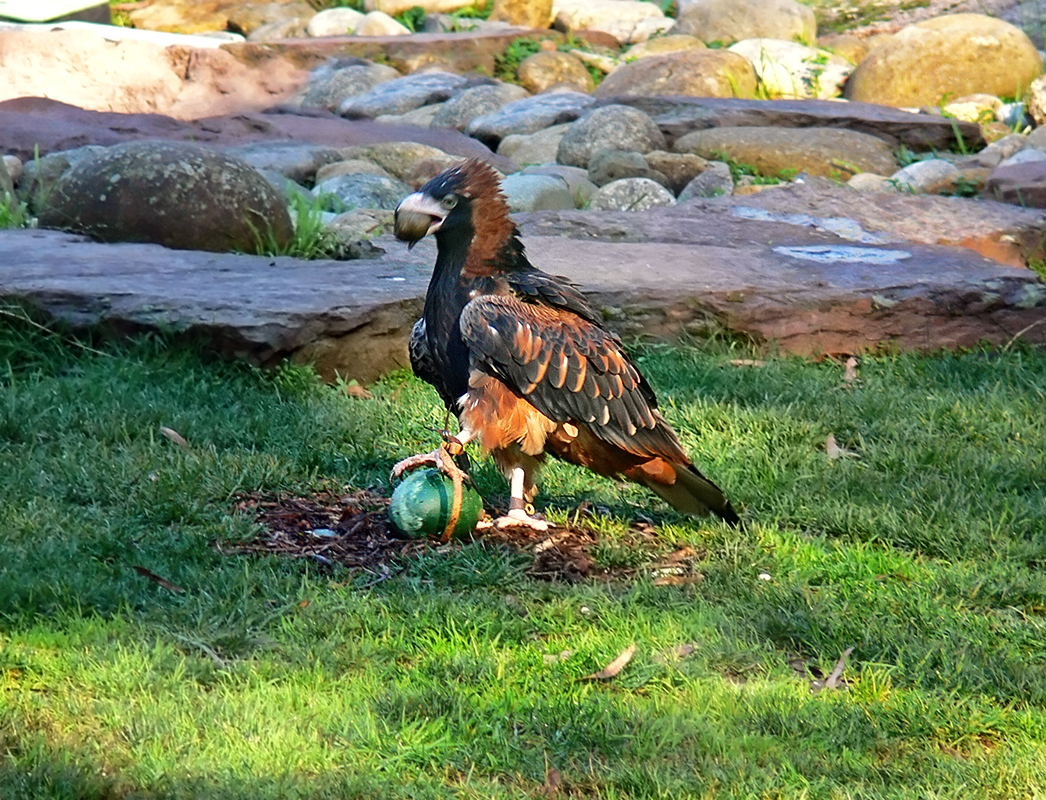
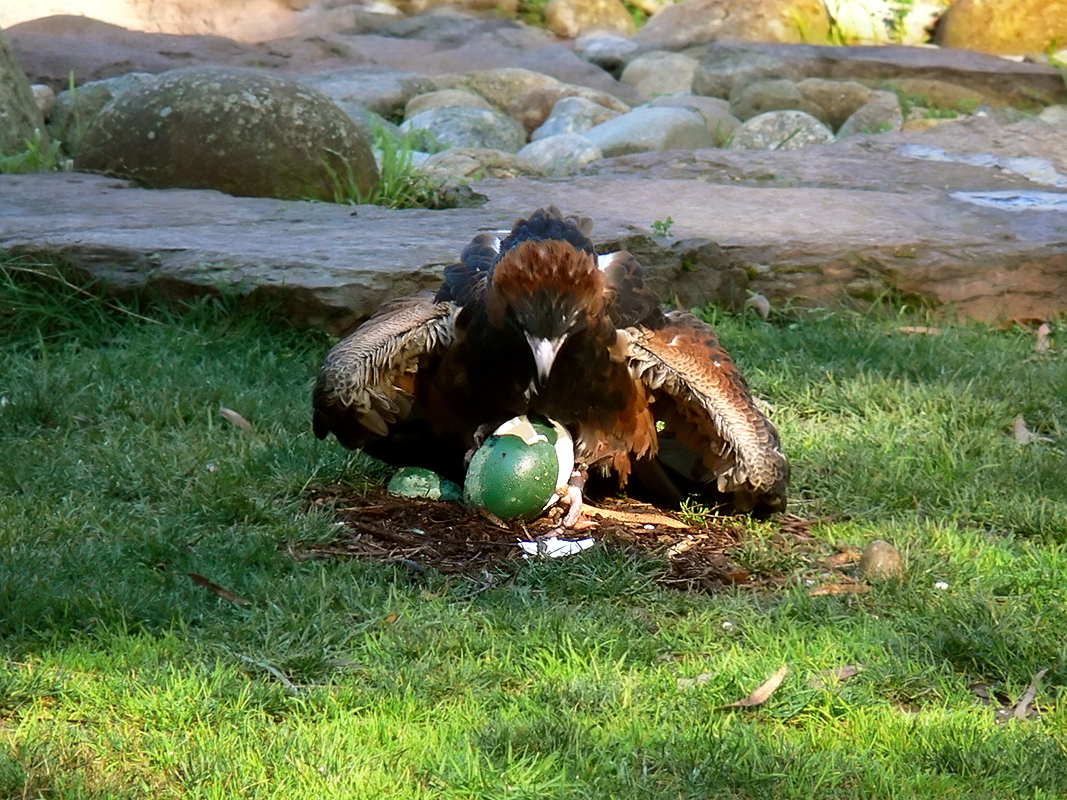